# St.-Wendel-Marathon
Der St.-Wendel-Marathon (offizielle Bezeichnung Globus-Marathon St. Wendel nach dem Titelsponsor Globus SB-Warenhaus Holding) ist ein Marathon in St. Wendel, der seit 2007 stattfindet. Veranstalter ist die Stadt St. Wendel. Zum Programm gehört auch ein Halbmarathon sowie ein 10-km-Lauf.
Die flache, asphaltierte und nach den Normen des Deutschen Leichtathletik-Verbands vermessene Strecke verläuft durch die Stadt St. Wendel und einige ihrer Stadtteile. Start und Ziel ist in der Bahnhofstraße am Schlossplatz im Zentrum von Sankt Wendel. Von dort aus führt die Strecke zunächst zum ersten Wendepunkt in der Werkstraße, dann auf die Bundesstraße 41, auf der man in südlicher Richtung Oberlinxweiler und Niederlinxweiler durchquert, bis man den zweiten Wendepunkt erreicht, und zuletzt nach Norden in den Stadtteil Urweiler, in dem sich der dritte und letzte Wendepunkt befindet. Etwa 100 Meter vor dem Ziel biegen die Halbmarathonläufer nach rechts in Richtung des Zieles ab, während die Marathonläufer die Strecke ein zweites Mal bewältigen bzw. sich für die Halbmarathonwertung entscheiden können.
Die Strecke ist wegen ihrer Wendepunkte sehr zuschauerfreundlich; an jedem Punkt der Strecke sind die Läufer und Läuferinnen mindestens zweimal zu sehen, die Marathonis sogar viermal. Die Veranstaltung wurde, wie viele andere Laufveranstaltungen, in den Jahren 2020 und 2021 wegen der Covid-19-Pandemie abgesagt.

## Statistik

### Streckenrekorde
Marathon
- Männer: 2:11:31 h, Geoffrey Gikuni Ndungu (KEN), 2010
- Frauen: 2:37:22 h, Anna Kowalenko (UKR), 2008

Halbmarathon
- Männer: 1:04:43 h, Andrej Hardsejeu (BLR), 2009
- Frauen: 1:19:15 h, Heike Alaimo, 2010

### Siegerliste

#### Marathon
| Datum         | Männer                     | Zeit (h)  | Frauen                  | Zeit (h)  |
| ------------- | -------------------------- | --------- | ----------------------- | --------- |
| 8. Mai 2022   | Tobias Blum                | 2:31:36,5 | Martina Schumacher      | 3:08:46,8 |
| 5. Mai 2019   | Alexander Bock -2-         | 2:35:14,0 | Erika Csomor            | 3:07:41,7 |
| 29. Apr. 2018 | Alexander Bock             | 2:38:29,1 | Sintayehv Kibebo        | 3:01:01,2 |
| 30. Apr. 2017 | Andreas Probst             | 2:38:16,5 | Jessica Kammerer        | 3:09:33,0 |
| 24. Apr. 2016 | Gudeta Biratu              | 2:16:56,6 | Heike Kohler -2-        | 2:54:22,1 |
| 19. Apr. 2015 | Paul Michieka              | 2:17:02,4 | Heike Kohler            | 2:54:38,0 |
| 27. Apr. 2014 | Dickson Terer -2-          | 2:13:27,7 | Michaela Schedler       | 2:48:59,7 |
| 28. Apr. 2013 | Richard Bett               | 2:14:17,1 | Julia Keck-Brengel -2-  | 2:54:25,4 |
| 29. Apr. 2012 | Dickson Terer              | 2:14:31,9 | Julia Keck              | 2:51:29,9 |
| 1. Mai 2011   | Wilson Meli                | 2:19:23,1 | Esther Wanjiru Macharia | 2:41:51,5 |
| 2. Mai 2010   | Geoffrey Gikuni Ndungu -2- | 2:11:30,7 | Salome Jerono Biwott    | 2:50:47,0 |
| 5. Apr. 2009  | Geoffrey Gikuni Ndungu     | 2:14:27,7 | Swjatlana Kouhan        | 2:42:04,9 |
| 13. Apr. 2008 | Serhij Satschepa           | 2:17:44,8 | Anna Kowalenko          | 2:37:21,4 |
| 15. Apr. 2007 | Piotr Stachyra             | 2:29:03,8 | Tanja Hooß              | 3:00:42,6 |

#### Halbmarathon
| Jahr          | Männer              | Zeit      | Frauen                   | Zeit      |
| ------------- | ------------------- | --------- | ------------------------ | --------- |
| 8. Mai 2022   | Jonas Lehmann -2-   | 1:12:17,7 | Julia Keck               | 1:25:46,1 |
| 5. Mai 2019   | Tobias Blum         | 1:08:26,3 | Martina Werth            | 1:34:06,3 |
| 29. Apr. 2018 | Tobias Linn -2-     | 1:17:49,0 | Madison Hill             | 1:28:29,9 |
| 30. Apr. 2017 | Alexander Bock      | 1:17:16,8 | Marina Wierz             | 1:26:51,4 |
| 24. Apr. 2016 | Tobias Linn         | 1:15:46,9 | Yvonne Jungblut          | 1:26:59,7 |
| 28. Apr. 2013 | Matthias Messner    | 1:16:00,2 | Katharina Rausch         | 1:25:52,5 |
| 29. Apr. 2012 | Jonas Lehmann       | 1:12:30,5 | Heike Brücker-Boghossian | 1:31:09,0 |
| 1. Mai 2011   | Samuel Schu         | 1:13:27,9 | Birgit Meier             | 1:34:02,3 |
| 2. Mai 2010   | Stefan Schu -2-     | 1:14:04,7 | Heike Alaimo             | 1:19:14,1 |
| 5. Apr. 2009  | Andrej Hardsejeu    | 1:04:42,8 | Josefa Matheis           | 1:22:39,3 |
| 13. Apr. 2008 | Wassyl Remschtschuk | 1:06:56,3 | Ulrike Hille -2-         | 1:27:38,2 |
| 15. Apr. 2007 | Stefan Schu         | 1:10:46,4 | Ulrike Hille             | 1:29:24,4 |

### Entwicklung der Finisherzahlen
| Jahr | Marathon | davon Frauen | Halbmarathon | davon Frauen |
| ---- | -------- | ------------ | ------------ | ------------ |
| 2022 | 105      | 21           | 364          | 103          |
| 2019 | 121      | 20           | 605          | 200          |
| 2018 | 145      | 14           | 732          | 226          |
| 2017 | 160      | 22           | 734          | 221          |
| 2016 | 219      | 29           | 908          | 255          |
| 2013 | 224      | 31           | 976          | 260          |
| 2012 | 265      | 40           | 1175         | 327          |
| 2011 | 255      | 40           | 1141         | 319          |
| 2010 | 315      | 60           | 1448         | 436          |
| 2009 | 320      | 37           | 1807         | 462          |
| 2008 | 410      | 60           | 2038         | 571          |
| 2007 | 435      | 66           | 1843         | 545          |